# Тагуан
Тагуан, або петаур (Petaurus) — один з родів сумчастих ссавців з родини Тагуанові (Petauridae).

## Систематика
Тагуан (Petaurus) — типовий рід родини Тагуанові (Petauridae). Типовий вид роду — Petaurus australis.

## Видовий склад
- Petaurus abidi
- Petaurus australis
- Petaurus biacensis
- Petaurus breviceps
- Petaurus gracilis
- Petaurus norfolcensis